# بالجیندر کاور
بالجیندر کاور (انگلیسی: Baljinder Kaur) هنرپیشه سینما هریانوی، هندی و تامیلی اهل هند است.

## فیلم‌شناسی
| سال  | فیلم                  | نقش        | زبان         | Notes                                           |
| ۲۰۱۳ | شاهید                 | Ammi       | زبان هندی    |                                                 |
| ۲۰۱۳ | تکاور                 | Preethi    | هندی         |                                                 |
| ۲۰۱۴ | Pagdi: The Honour     |            | زبان هریانوی | National Film Award for Best Supporting Actress |
| ۲۰۱۶ | دور نهایی             | Damayanthi | زبان تامیلی  |                                                 |
| ۲۰۱۶ | دور نهایی             | Damayanthi | هندی         |                                                 |
| ۲۰۱۸ | Sajjan Singh Rangroot |            | پنجابی       |                                                 |
| ۲۰۱۸ | Qismat                |            | پنجابی       |                                                 |
| ۲۰۱۸ | Chamm                 |            | پنجابی       |                                                 |
| ۲۰۱۹ | S.P. Chauhan          |            | هندی         |                                                 |
| ۲۰۱۹ | Rabb Da Radio 2       |            | پنجابی       |                                                 |
| ۲۰۱۹ | Surkhi Bindi          |            | پنجابی       |                                                 |